# 薛寶拉
薛寶拉（Paula Sherriff，1975年4月16日—），生於蘇格蘭格拉斯哥，是一位英國政治人物，工黨黨籍。2015年至2019年任英國迪斯伯里選區下議院議員。

## 選舉
2015年大選中，薛寶拉代表工黨擊敗角逐連任的保守黨議員西門·里韋爾（Simon Reevell）。
2017年大選中，薛寶拉以28,814票成功連任。